# Алекс Рибейро
Алекс Рибейро (на португалски: Alex Ribeiro) e бразилски автомобилен състезател от Формула 1, роден на 7 ноември 1948 година в Бело Оризонти, Бразилия. Има 28 старта в световния шампионат.